# Мазерье
Мазерье́ (фр. Mazerier) — коммуна во Франции, находится в регионе Овернь. Департамент коммуны — Алье. Входит в состав кантона Ганна. Округ коммуны — Виши.
Код INSEE коммуны — 03166.

## Население
Население коммуны на 2008 год составляло 278 человек.
| 1962 | 1968 | 1975 | 1982 | 1990 | 1999 | 2008 |
| ---- | ---- | ---- | ---- | ---- | ---- | ---- |
| 256  | 286  | 265  | 302  | 299  | 278  | 278  |

## Экономика
В 2007 году среди 190 человек в трудоспособном возрасте (15—64 лет) 140 были экономически активными, 50 — неактивными (показатель активности — 73,7 %, в 1999 году было 71,6 %). Из 140 активных работали 128 человек (68 мужчин и 60 женщин), безработных было 12 (3 мужчин и 9 женщин). Среди 50 неактивных 7 человек были учащимися или студентами, 31 — пенсионерами, 12 были неактивными по другим причинам.

## Достопримечательности
- Церковь Сен-Сатюрнен (кон. X—XIV вв.)
- Замок Лангар (XII—XV вв.)
- Шато Ла-Мот-Мазерье (XIV в.)
- Виадук Нёвьяль (1869)